# Topics in Applied Physics
Topics in Applied Physics, vetenskaplig bokserie utgiven av Springer Verlag på 1970-talet. 
| Volym | Titel                                    | Redaktör        | Utgivningsår |
| ----- | ---------------------------------------- | --------------- | ------------ |
| 6     | Picture Processing and Digital Filtering | Thomas S. Huang | ?            |
| 11    | Digital Picture Analysis                 | A. Rosenfeld    | 1976         |
| 22    | X-Ray Optics Applications to Solids      | H. J. Queisser  | 1977         |
| 23    | Optical Data Processing                  | D. Casasent     | 1978         |